# Natàlia Meliókhina
Natàlia Nikolàievna Meliókhina (en rus: Наталья Николаевна Мелёхина) (Txeliàbinsk, 5 d'abril de 1962) va ser una ciclista soviètica. Es va proclamar campiona del món en Contrarellotge per equips el 1989. L'any següent va aconseguir la medalla de bronze.

## Palmarès
- 1989
  -  Campiona del món en contrarellotge per equips (amb Tamara Poliakova, Nadejda Kibardinà i Laima Zilporytė)